# Loganair-Flug 670A
Auf dem Loganair-Flug 670A (Flugnummer: LC670A) verunglückte am 27. Februar 2001 eine Shorts 360-100 der schottischen Fluggesellschaft Loganair, mit der ein Postflug im Auftrag der Royal Mail von Edinburgh nach Belfast unternommen werden sollte. Die Maschine musste nach einem totalen Triebwerksausfall im Firth of Forth notwassern, wobei die beiden Piloten an Bord ums Leben kamen.

## Flugzeug
Bei der betroffenen Maschine handelte es sich um ein Regionalverkehrsflugzeug vom Typ Shorts 360-100 aus britischer Produktion. Die betroffene Maschine mit der Werknummer SH 3723 wurde zunächst mit dem Testkennzeichen G-14-3723 versehen, absolvierte jedoch den Erstflug beim Hersteller am 13. Juli 1987 mit dem Luftfahrzeugkennzeichen G-BNMT. Am 27. Oktober 1987 wurde die Maschine an die Command Airways ausgeliefert, die Zulassung mit dem Luftfahrzeugkennzeichen N160DD erfolgte am 27. Oktober 1987 auf die First National Bank of Boston, die Maschine wurde durch die Command Airways mit der Flottennummer 60 unter dem Markennamen American Eagle betrieben. Nachdem die Command Airways in der Flagship Airlines aufgegangen war, ging die Maschine im Juni 1991 in die Flotte dieser Fluggesellschaft über. Die Executive Airlines übernahm die Maschine im November 1995, im Februar 1997 wurde die Shorts auf die State Street Bank and Trust Company zugelassen. Ab Oktober 1998 war die Maschine an die Loganair verleast, die sie unter dem Markennamen British Airways betrieb. Das zweimotorige Zubringerflugzeug war mit zwei Turboprop-Triebwerken des Typs Pratt & Whitney Canada PT6A-67R ausgestattet. Die Maschine hatte zum Unfallzeitpunkt eine Bemalung in den Farben der British Airways, wobei das Leitwerk mit einer Sonderbemalung versehen war.

## Besatzung
Die Besatzung bestand aus einem Flugkapitän und einem Ersten Offizier. Der 58-jährige Flugkapitän hatte seine Pilotenkarriere bei der Royal Air Force begonnen. Er flog dort sowohl Flugzeuge als auch Hubschrauber. Nach seiner Militärlaufbahn war er sechs Jahre lang als Hubschrauberpilot eingesetzt und wurde in dieser Zeit hauptsächlich auf Überwasserflügen über der Nordsee mit den Helikoptertypen Sikorsky S-61 und Bell 214ST eingesetzt. In den darauffolgenden zwölf Jahren war er Fluglehrer für Flugzeuge. Im Februar 1999 begann er bei der Loganair eine Schulung für den Flugzeugtyp Shorts 360. Er wurde als Flugkapitän eingestellt und im Juni 1999 zum Prüfkapitän auf Linienflügen berufen. Der Flugkapitän verfügte über eine Flugerfahrung von 13.569 Stunden, wovon er 972 Stunden mit der Shorts 360 absolviert hatte. Der 29-jährige Erste Offizier arbeitete seit dem 13. Dezember 2000 für die Loganair. Er hatte insgesamt 438 Stunden Flugerfahrung, davon 72 Stunden mit der Shorts 360. Er wurde zunächst auf Linienflügen ausgebildet, seit dem 30. Januar 2001 wurde er dann regulär als Erster Offizier auf Linienflügen eingesetzt.

## Unfallhergang

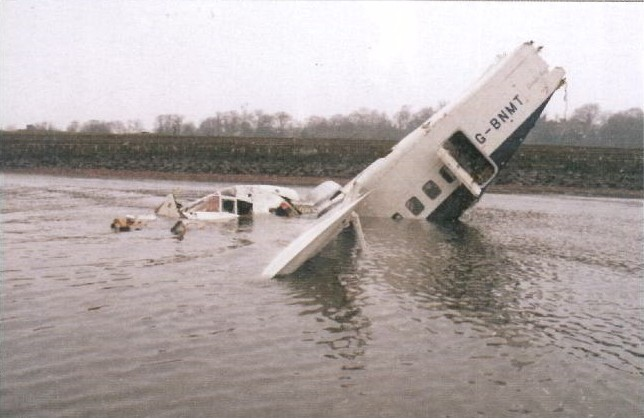
Das Wrack der Maschine

Mit der Maschine sollte im Auftrag der Royal Mail Post und Fracht nach Belfast geflogen werden. Um 17:10 Uhr Ortszeit beantragte der Erste Offizier die Startfreigabe, und nach einer kurzen Verspätung rollte die Besatzung zum Start von der Startbahn 06 des Flughafens Edinburgh. Während der Pilot flog, folgte auf einen normalen Start eine normale Leistungsreduzierung in 1.200 Fuß Höhe. In 2.200 Fuß Höhe wählte der Copilot die Triebwerksenteisungssysteme aus, während der Kapitän auf eine neue Funkfrequenz umstellte. Vier Sekunden später fielen die Drehmomentindikatoren für beide Triebwerke plötzlich auf Null und das Flugzeug erlitt einen vollständigen Verlust des Propellerschubs. Während der Erste Offizier Luftnotlage erklärte, leitete der Kapitän einen Notsinkflug mit einer reduzierten Fluggeschwindigkeit von 110 Knoten ein, während er nach rechts in Richtung Küste abbog. Als die Piloten begriffen, dass sie das Ufer nicht erreichen konnten, bereiteten sie sich auf eine Notwasserung im Firth of Forth vor. Bei einer Fluggeschwindigkeit von 86 Knoten und mit einem Anstellwinkel von 6,8 Grad sowie einem linksseitigen Rollwinkel von 3,6 Grad setzte die Maschine auf dem Wasser auf. Die Shorts brach dabei auseinander, wobei beide Piloten getötet wurden.

## Nach dem Unfall
Die Maschine wurde 65 Meter vor der Küste in einer 45-Grad-Position vorgefunden, wobei die vordere Hälfte des Rumpfes in einer Wassertiefe von etwa 6 Metern versunken war. Das Cockpit wurde fast vollständig zerstört und der Rumpf steckte im Sand fest. Das Leitwerk hatte sich gelöst und wurde 100 Meter östlich des Hauptwracks schwimmend vorgefunden. Beide Cockpitsitze verblieben am Cockpitboden fest in ihrer Position verankert, die Sicherheitsgurte hielten den Aufprallkräften stand. Der Cockpit Voice Recorder (CVR) und der Flugdatenschreiber (FDR) konnten intakt geborgen werden. Die Shorts 360 wurde schließlich mit einigen Schwierigkeiten geborgen und demontiert, bevor sie auf einen LKW verladen und zur eingehenden Untersuchung zum Hauptsitz der Air Accidents Investigation Branch (AAIB) in Farnborough transportiert wurde.

## Unfallursache
Bei der Unfalluntersuchung wurde festgestellt, dass der Unfall hauptsächlich durch das Fehlen eines etablierten praktischen Verfahrens für Flugbesatzungen zur Installation von Motorlufteinlassabdeckungen bei widrigen Wetterbedingungen verursacht worden war.
Die Maschine war am Unfalltag um Mitternacht bei Schnee am Flughafen Edinburgh gelandet und verblieb dann ungefähr 17 Stunden lang bei mäßigen bis starken Winden auf dem Flugfeld geparkt. Da keine Schutzstopfen in die Motoreinlässe eingesetzt wurden, blies der Wind eine erhebliche Menge Schnee in die Einlässe. Die Einlassstopfen wurden nicht als Teil der Bordausrüstung des Flugzeugs mitgeführt und waren am Flughafen Edinburgh nicht ohne weiteres verfügbar. Hinweise des Flugzeugherstellers im Handbuch zum Betrieb bei winterlichen Bedingungen waren nicht in das Shorts 360-Betriebshandbuch der Fluggesellschaft übernommen worden und wurden daher nicht befolgt. Die AAIB stellte fest, dass sich womöglich große Mengen an Schnee oder Schneematsch angesammelt hatten, die während des Rundumgangs vor dem Abflug unentdeckt geblieben waren, zumal sich die Triebwerkseinlässe der Shorts 360 etwa 2,8 Meter über dem Boden befinden. Beim Start habe dieser Schnee den Ansaugluftstrom des Motors nahezu komplett behindert, da er die Luftzufuhr nahezu vollständig blockierte. Zu einem Flammabriss an beiden Triebwerken sei es gekommen, nachdem die Enteisungsschaufeln beider Triebwerke prozedurgemäß gleichzeitig geöffnet wurden. Die Unfallermittler stellten fest, dass die aufeinanderfolgende Auswahl der Triebwerksenteisung an den Triebwerken mit einem Zeitintervall dazwischen einen doppelten Flammabriss verhindert hätte.